# 挪威廣播公司民俗樂電台
挪威廣播公司民俗樂電台（挪威語：NRK Folkemusikk）是挪威廣播公司一條於2004年開播的電台頻道，主要播放當地傳統民俗音樂以及一些世界音樂。這條頻道是該國第一條只透過數碼聲音廣播和網絡方式向外播放的電台頻道，而音樂來源則是公司自1934年起儲存至今的民俗音樂庫。